# Championnat d'Europe féminin de basket-ball 2007
Navigation
Euro 2005 (Turquie) Euro 2009 (Lettonie)
Le championnat d’Europe de basket-ball féminin 2007 (officiellement FIBA EuroBasket Women 2007) se déroula en Italie du 24 septembre au 7 octobre 2007. 
 Les matches du tour préliminaire se déroulèrent à Ortona, Lanciano et Vasto et ceux du tableau final à Chieti. Toutes ces villes sont situées dans la Région des Abruzzes.
La Russie remporta le deuxième Euro de son histoire après l’avoir concédé à la République tchèque en 2005. Ce championnat confirma la montée en puissance de l’Espagne et révéla la Lettonie et la Biélorussie dans le basket européen tandis que la République tchèque et surtout la France ont été victimes de sérieuses contre-performances.

## Équipes participantes et groupes
Le tirage au sort des groupes du tour préliminaire a eu lieu à Chieti le 28 octobre 2006.

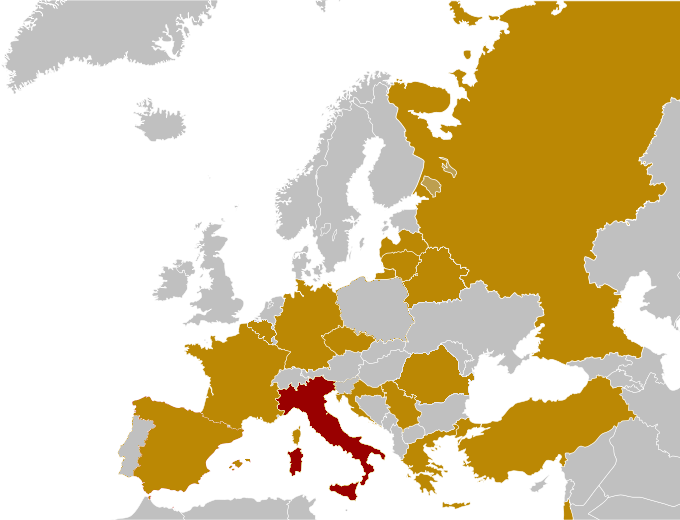
Nations participant à l’EuroBasket Women 2007.

| Groupe A           | Groupe B  | Groupe C | Groupe D    |
| ------------------ | --------- | -------- | ----------- |
| Israël             | Belgique  | Italie   | Biélorussie |
| Turquie            | Roumanie  | France   | Serbie      |
| Lettonie           | Allemagne | Grèce    | Croatie     |
| République tchèque | Lituanie  | Russie   | Espagne     |

## Salles
| Groupes          | Ville    | Salle                           | Capacité |
| ---------------- | -------- | ------------------------------- | -------- |
| A E              | Vasto    | Palazzetto Comunale di Vasto    |          |
| B                | Lanciano | Palazzetto Comunale di Lanciano |          |
| C Phases finales | Chieti   | Palasantafilomena Palatricalle  |          |
| D F              | Ortona   | Palazzetto Comunale di Ortona   |          |

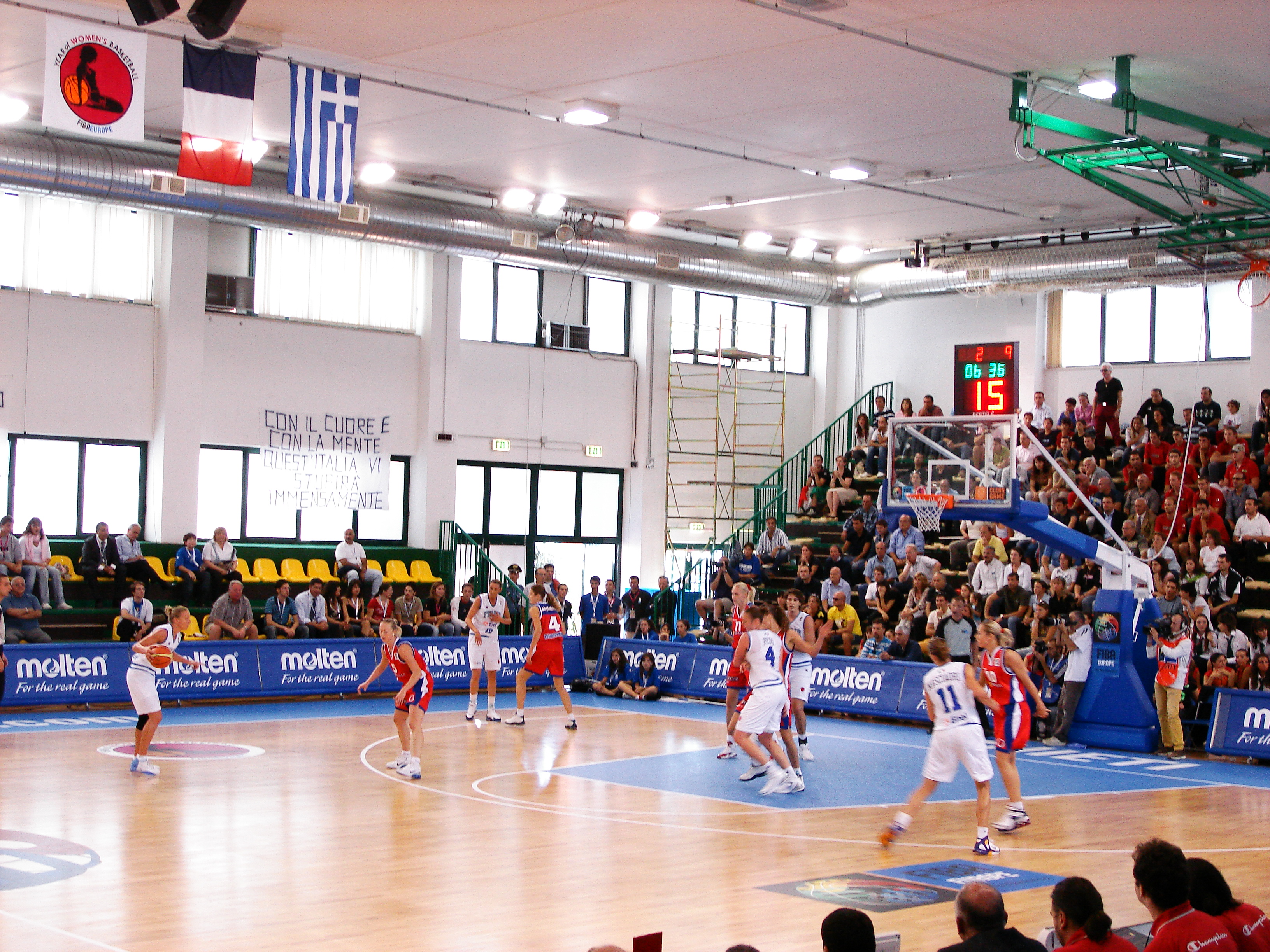
Italie - Russie, match inaugural du championnat.

La majorité des salles ont été rénovées ou aménagées pour cet Euro. Parfois des travaux ont été un peu tardifs. Ainsi le Palazzetto Comunale di Ortona était encore en travaux à quelques jours avant le début des matches de la phase finale.

## Tour préliminaire
- Les trois premiers de chaque groupe sont qualifiés pour les poules de huitièmes de finale. Les équipes à égalité de points se départagent selon leurs matchs particuliers.

| Groupe A (Vasto) |                    |     |   |   |     |     |      |
|                  | Équipe             | Pts | G | P | PP  | PC  | Diff |
| 1                | République tchèque | 6   | 3 | 0 | 231 | 149 | 82   |
| 2                | Lettonie           | 5   | 2 | 1 | 194 | 205 | –11  |
| 3                | Turquie            | 4   | 1 | 2 | 194 | 217 | –23  |
| 4                | Israël             | 3   | 0 | 3 | 174 | 222 | –48  |

| Lun 24 sept. 21:00 | Israël             | 43 | 75 | République tchèque |
| Lun 24 sept. 18:30 | Turquie            | 62 | 73 | Lettonie           |
| Mar 25 sept. 18:30 | Lettonie           | 77 | 73 | Israël             |
| Mar 25 sept. 21:00 | République tchèque | 86 | 62 | Turquie            |
| Mer 26 sept. 18:30 | Israël             | 58 | 70 | Turquie            |
| Mer 26 sept. 21:00 | Lettonie           | 44 | 70 | République tchèque |

| Groupe B (Lanciano) |           |     |   |   |     |     |      |
|                     | Équipe    | Pts | G | P | PP  | PC  | Diff |
| 1                   | Belgique  | 6   | 3 | 0 | 203 | 177 | 26   |
| 2                   | Lituanie  | 5   | 2 | 1 | 191 | 175 | 16   |
| 3                   | Allemagne | 4   | 1 | 2 | 195 | 210 | –15  |
| 4                   | Roumanie  | 3   | 0 | 3 | 199 | 226 | –27  |

| Lun 24 sept. 20:30 | Belgique  | 68 | 53 | Lituanie  |
| Lun 24 sept. 18:00 | Roumanie  | 78 | 85 | Allemagne |
| Mar 25 sept. 18:00 | Allemagne | 53 | 61 | Belgique  |
| Mar 25 sept. 20:30 | Lituanie  | 67 | 50 | Roumanie  |
| Mer 26 sept. 18:00 | Belgique  | 74 | 71 | Roumanie  |
| Mer 26 sept. 20:30 | Allemagne | 57 | 71 | Lituanie  |

| Groupe C (Chieti) |        |     |   |   |     |     |      |
|                   | Équipe | Pts | G | P | PP  | PC  | Diff |
| 1                 | Russie | 6   | 3 | 0 | 209 | 161 | 48   |
| 2                 | France | 5   | 2 | 1 | 181 | 161 | 20   |
| 3                 | Italie | 4   | 1 | 2 | 168 | 179 | –11  |
| 4                 | Grèce  | 3   | 0 | 3 | 152 | 209 | –57  |

| Lun 24 sept. 15:30 | Italie | 55 | 60 | Russie |
| Lun 24 sept. 18:00 | France | 58 | 50 | Grèce  |
| Mar 25 sept. 15:30 | Grèce  | 55 | 65 | Italie |
| Mar 25 sept. 18:00 | Russie | 63 | 59 | France |
| Mer 26 sept. 15:30 | Italie | 48 | 64 | France |
| Mer 26 sept. 18:00 | Grèce  | 47 | 86 | Russie |

| Groupe D (Ortona) |             |     |   |   |     |     |      |
|                   | Équipe      | Pts | G | P | PP  | PC  | Diff |
| 1                 | Espagne     | 6   | 3 | 0 | 218 | 190 | 28   |
| 2                 | Biélorussie | 5   | 2 | 1 | 233 | 195 | 38   |
| 3                 | Serbie      | 4   | 1 | 2 | 217 | 228 | –11  |
| 4                 | Croatie     | 3   | 0 | 3 | 188 | 243 | –55  |

| Lun 24 sept. 18:00 | Biélorussie | 62 | 76 | Espagne     |
| Lun 24 sept. 20:30 | Serbie      | 88 | 70 | Croatie     |
| Mar 25 sept. 18:00 | Croatie     | 66 | 92 | Biélorussie |
| Mar 25 sept. 20:30 | Espagne     | 79 | 76 | Serbie      |
| Mer 26 sept. 18:00 | Biélorussie | 79 | 53 | Serbie      |
| Mer 26 sept. 20:30 | Croatie     | 52 | 63 | Espagne     |

Légende : Pts : nombre de points (la victoire vaut 2 points, la défaite 1), G : nombre de matches gagnés, P : nombre de matches perdus, PP : nombre de points marqués, PC : nombre de points encaissés, Diff. : différence de points, en vert et gras les équipes qualifiées pour les 1/8e de finale.

## Tour qualificatif (huitièmes de finale)
- Les équipes conservent les résultats des matches joués lors de leur groupe préliminaire contre les équipes également qualifiées.

| Groupe E (Vasto) |                          |     |   |   |     |     |      |
|                  | Équipe                   | Pts | G | P | PP  | PC  | Diff |
| 1                | République tchèque (+26) | 9   | 4 | 1 | 350 | 297 | 53   |
| 2                | Lettonie (–26)           | 9   | 4 | 1 | 322 | 291 | 31   |
| 3                | Belgique                 | 8   | 3 | 2 | 350 | 310 | 40   |
| 4                | Lituanie                 | 7   | 2 | 3 | 304 | 337 | –33  |
| 5                | Turquie (+13)            | 6   | 1 | 4 | 324 | 374 | –50  |
| 6                | Allemagne (–13)          | 6   | 1 | 4 | 274 | 315 | –41  |

| Ven 28 sept. 16:00 | Turquie            | 63 | 85 | Belgique           |
| Ven 28 sept. 18:30 | Lituanie           | 46 | 76 | Lettonie           |
| Ven 28 sept. 21:00 | Allemagne          | 54 | 47 | République tchèque |
| Dim 30 sept. 16:00 | Allemagne          | 63 | 76 | Turquie            |
| Dim 30 sept. 18:30 | République tchèque | 75 | 67 | Lituanie           |
| Dim 30 sept. 21:00 | Lettonie           | 69 | 66 | Belgique           |
| Mar 2 oct. 16:00   | Lituanie           | 67 | 61 | Turquie            |
| Mar 2 oct. 18:30   | Belgique           | 70 | 72 | République tchèque |
| Mar 2 oct. 21:00   | Lettonie           | 60 | 47 | Allemagne          |

| Groupe F (Ortona) |               |     |   |   |     |     |      |
|                   | Équipe        | Pts | G | P | PP  | PC  | Diff |
| 1                 | Russie (+15)  | 9   | 4 | 1 | 339 | 303 | 36   |
| 2                 | Espagne (–15) | 9   | 4 | 1 | 346 | 319 | 27   |
| 3                 | France        | 8   | 3 | 2 | 316 | 294 | 22   |
| 4                 | Biélorussie   | 7   | 2 | 3 | 340 | 339 | 1    |
| 5                 | Italie (+21)  | 6   | 1 | 4 | 282 | 312 | –30  |
| 6                 | Serbie (–21)  | 6   | 1 | 4 | 299 | 355 | –56  |

| Sam 29 sept. 15:30 | Italie      | 64 | 79 | Espagne     |
| Sam 29 sept. 18:30 | Serbie      | 67 | 65 | Russie      |
| Sam 29 sept. 21:00 | Biélorussie | 60 | 72 | France      |
| Lun 1er oct. 15:30 | Serbie      | 43 | 64 | Italie      |
| Lun 1er oct. 18:30 | Russie      | 87 | 73 | Biélorussie |
| Lun 1er oct. 21:00 | France      | 53 | 63 | Espagne     |
| Mer 3 oct. 15:30   | Biélorussie | 66 | 51 | Italie      |
| Mer 3 oct. 18:30   | Espagne     | 49 | 64 | Russie      |
| Mer 3 oct. 21:00   | France      | 68 | 60 | Serbie      |

## Tableau final

### Tableau 1-8

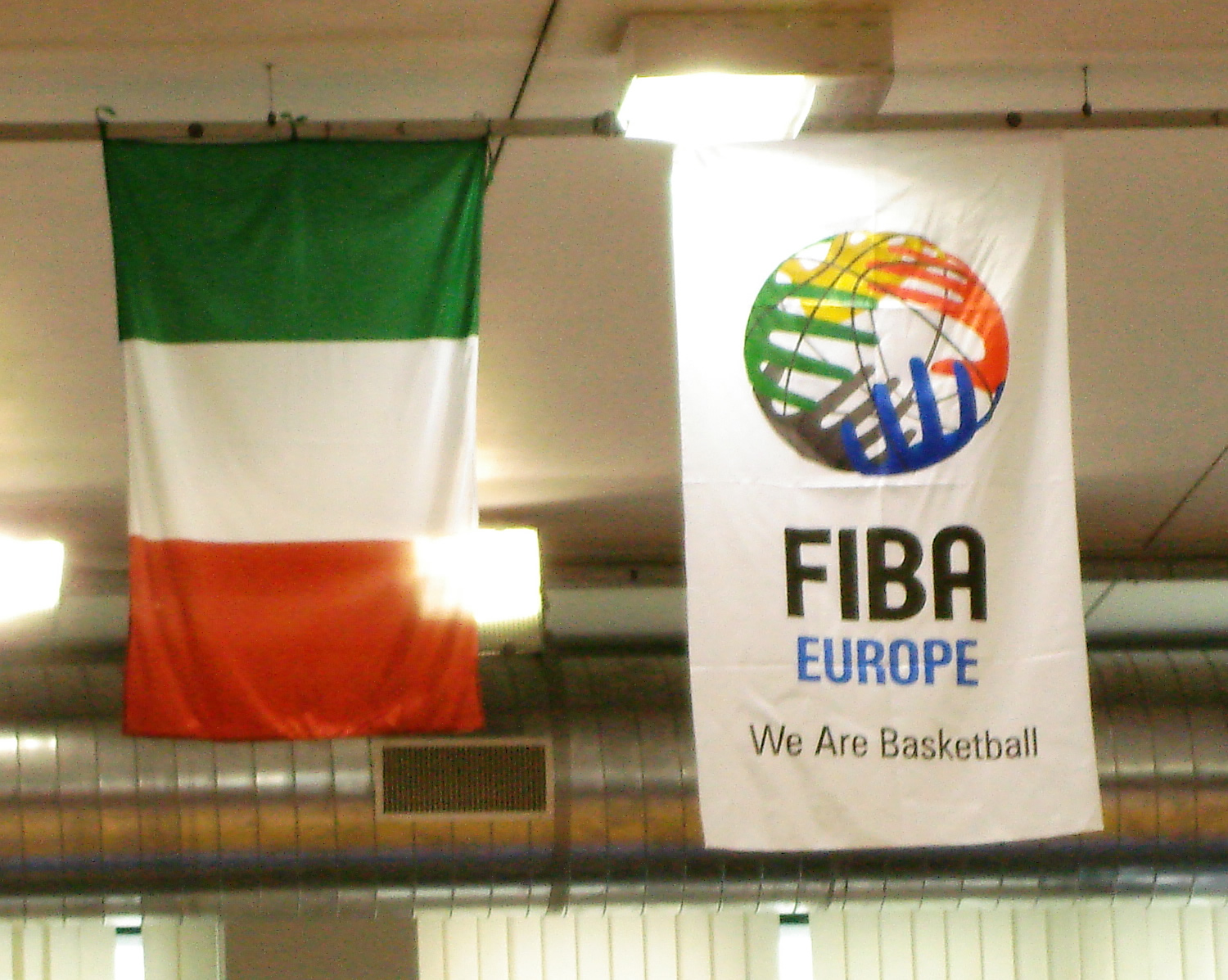
Le drapeau italien et le drapeau de la FIBA Europe à Chieti.

|  | Quarts de finale          | Quarts de finale          |                           |                           | Demi-finales              | Demi-finales              |    |  | Finale                    | Finale                    |
|  | Quarts de finale          | Quarts de finale          |                           |                           | Demi-finales              | Demi-finales              |    |  | Finale                    | Finale                    |
|  |                           |                           |                           |                           |                           |                           |    |  |                           |                           |
|  | Jeu 4 oct. 21:00 - Chieti | Jeu 4 oct. 21:00 - Chieti |                           |                           | Sam 6 oct. 21:00 - Chieti | Sam 6 oct. 21:00 - Chieti |    |  | Dim 7 oct. 19:30 - Chieti | Dim 7 oct. 19:30 - Chieti |
|  | Jeu 4 oct. 21:00 - Chieti | Jeu 4 oct. 21:00 - Chieti |                           |                           | Sam 6 oct. 21:00 - Chieti | Sam 6 oct. 21:00 - Chieti |    |  | Dim 7 oct. 19:30 - Chieti | Dim 7 oct. 19:30 - Chieti |
|  | [E1] République tchèque   | 46                        |                           |                           | Sam 6 oct. 21:00 - Chieti | Sam 6 oct. 21:00 - Chieti |    |  | Dim 7 oct. 19:30 - Chieti | Dim 7 oct. 19:30 - Chieti |
|  | [E1] République tchèque   | 46                        |                           |                           | Sam 6 oct. 21:00 - Chieti | Sam 6 oct. 21:00 - Chieti |    |  | Dim 7 oct. 19:30 - Chieti | Dim 7 oct. 19:30 - Chieti |
|  | [F4] Biélorussie          | 52                        |                           |                           | Sam 6 oct. 21:00 - Chieti | Sam 6 oct. 21:00 - Chieti |    |  | Dim 7 oct. 19:30 - Chieti | Dim 7 oct. 19:30 - Chieti |
|  | [F4] Biélorussie          | 52                        | Biélorussie               | 54                        |                           |                           |    |  | Dim 7 oct. 19:30 - Chieti | Dim 7 oct. 19:30 - Chieti |
|  | Ven 5 oct. 21:00 - Chieti |                           | Biélorussie               | 54                        |                           |                           |    |  | Dim 7 oct. 19:30 - Chieti | Dim 7 oct. 19:30 - Chieti |
|  |                           | Espagne                   | 70                        |                           |                           |                           |    |  | Dim 7 oct. 19:30 - Chieti | Dim 7 oct. 19:30 - Chieti |
|  | [E3] Belgique             | Espagne                   | 70                        | 53                        |                           |                           |    |  | Dim 7 oct. 19:30 - Chieti | Dim 7 oct. 19:30 - Chieti |
|  | [E3] Belgique             |                           |                           | 53                        |                           |                           |    |  | Dim 7 oct. 19:30 - Chieti | Dim 7 oct. 19:30 - Chieti |
|  | [F2] Espagne              | 72                        |                           |                           |                           |                           |    |  | Dim 7 oct. 19:30 - Chieti | Dim 7 oct. 19:30 - Chieti |
|  | [F2] Espagne              | 72                        | Espagne                   | 68                        |                           |                           |    |  |                           |                           |
|  | Jeu 4 oct. 18:30 - Chieti |                           | Espagne                   | 68                        |                           |                           |    |  |                           |                           |
|  |                           | Russie                    | 74                        |                           |                           |                           |    |  |                           |                           |
|  | [E2] Lettonie             | Russie                    | 74                        | 66                        |                           |                           |    |  |                           |                           |
|  | [E2] Lettonie             | Sam 6 oct. 18:30 - Chieti |                           | 66                        |                           |                           |    |  |                           |                           |
|  | [F3] France               | 62                        |                           |                           |                           |                           |    |  |                           |                           |
|  | [F3] France               | 62                        | Lettonie                  | 36                        |                           |                           |    |  |                           |                           |
|  | Ven 5 oct. 18:30 - Chieti | Ven 5 oct. 18:30 - Chieti | Lettonie                  | 36                        | Match pour la 3e place    | Match pour la 3e place    |    |  |                           |                           |
|  | Ven 5 oct. 18:30 - Chieti | Ven 5 oct. 18:30 - Chieti |                           | Russie                    | Match pour la 3e place    | Match pour la 3e place    | 67 |  |                           |                           |
|  | [E4] Lituanie             | 58                        | Dim 7 oct. 17:00 - Chieti | Dim 7 oct. 17:00 - Chieti |                           |                           | 67 |  |                           |                           |
|  | [E4] Lituanie             | 58                        | Dim 7 oct. 17:00 - Chieti | Dim 7 oct. 17:00 - Chieti |                           |                           |    |  |                           |                           |
|  | [F1] Russie               | 75                        |                           | Biélorussie               | 72                        |                           |    |  |                           |                           |
|  | [F1] Russie               | 75                        |                           | Biélorussie               | 72                        |                           |    |  |                           |                           |
|  |                           |                           |                           |                           |                           |                           |    |  | Lettonie                  | 63                        |
|  |                           |                           |                           |                           |                           |                           |    |  | Lettonie                  | 63                        |

### Classement 5 à 8
|  | Tour de classement        | Tour de classement        |                    |    | 5e place                  | 5e place                  |
|  | Tour de classement        | Tour de classement        |                    |    | 5e place                  | 5e place                  |
|  |                           |                           |                    |    |                           |                           |
|  | Sam 6 oct. 16:00 - Chieti | Sam 6 oct. 16:00 - Chieti |                    |    | Dim 7 oct. 14:30 - Chieti | Dim 7 oct. 14:30 - Chieti |
|  | Sam 6 oct. 16:00 - Chieti | Sam 6 oct. 16:00 - Chieti |                    |    | Dim 7 oct. 14:30 - Chieti | Dim 7 oct. 14:30 - Chieti |
|  | République tchèque        | 75                        |                    |    | Dim 7 oct. 14:30 - Chieti | Dim 7 oct. 14:30 - Chieti |
|  | République tchèque        | 75                        |                    |    | Dim 7 oct. 14:30 - Chieti | Dim 7 oct. 14:30 - Chieti |
|  | Belgique                  | 50                        |                    |    | Dim 7 oct. 14:30 - Chieti | Dim 7 oct. 14:30 - Chieti |
|  | Belgique                  | 50                        | République tchèque | 93 |                           |                           |
|  | Sam 6 oct. 13:30 - Chieti |                           | République tchèque | 93 |                           |                           |
|  |                           | Lituanie                  | 54                 |    |                           |                           |
|  | France                    | Lituanie                  | 54                 | 65 |                           |                           |
|  | France                    |                           |                    | 65 |                           |                           |
|  | Lituanie                  | 67                        |                    |    |                           |                           |
|  | Lituanie                  | 67                        | 7e place           |    |                           |                           |
|  |                           |                           |                    |    |                           |                           |
|  | Dim 7 oct. 12:15 - Chieti |                           |                    |    |                           |                           |
|  |                           |                           |                    |    |                           |                           |
|  | Belgique                  | 72                        |                    |    |                           |                           |
|  | Belgique                  | 72                        |                    |    |                           |                           |
|  | France                    | 63                        |                    |    |                           |                           |
|  | France                    | 63                        |                    |    |                           |                           |

## Classement final

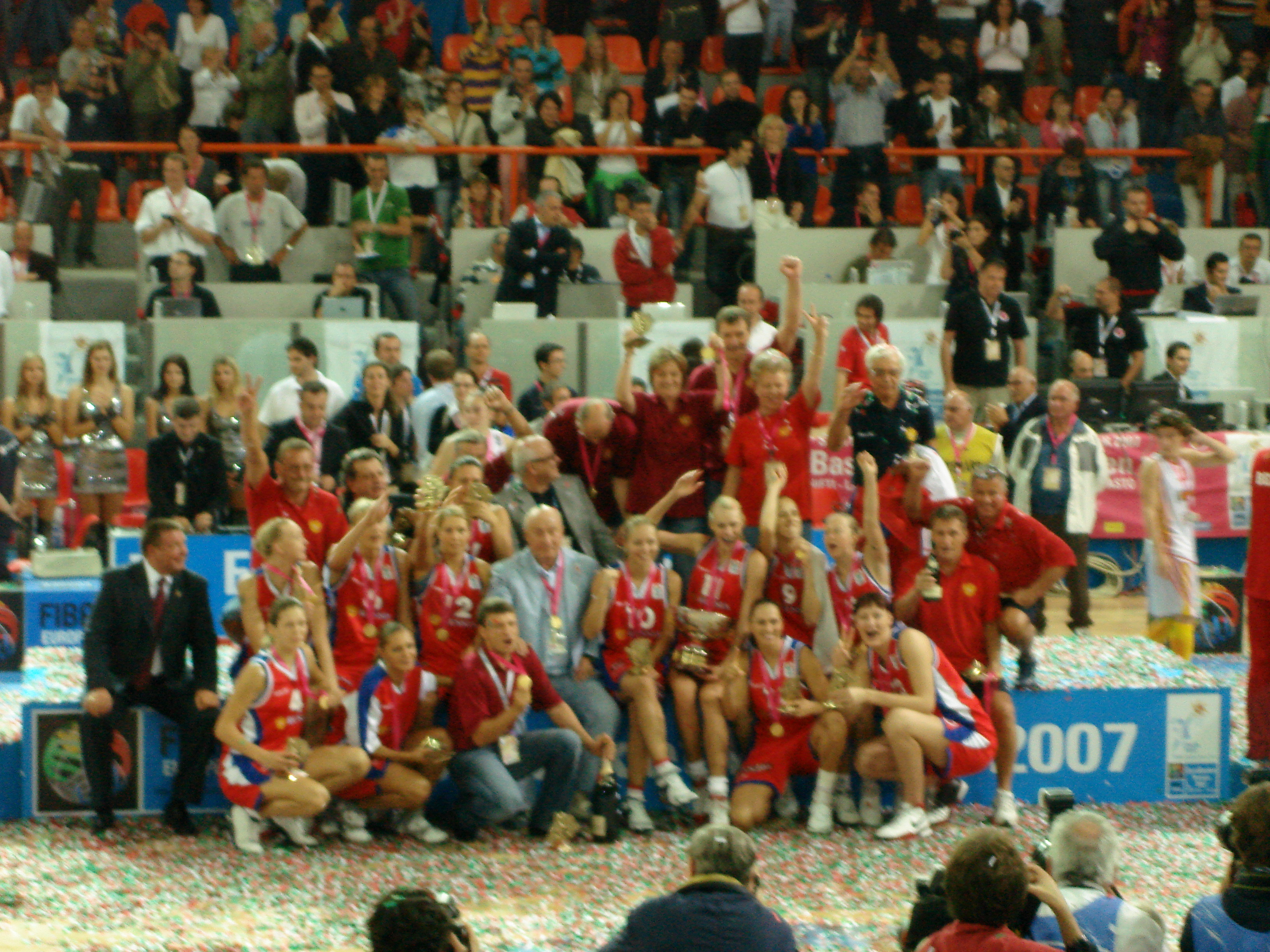
La Russie, championne d’Europe.

| Rang               | Équipe             | V-D |
| ------------------ | ------------------ | --- |
| Médaille d'or      | Russie             | 8-1 |
| Médaille d'argent  | Espagne            | 7-2 |
| Médaille de bronze | Biélorussie        | 5-4 |
| 4                  | Lettonie           | 6-3 |
| 5                  | République tchèque | 7-2 |
| 6                  | Lituanie           | 4-5 |
| 7                  | Belgique           | 5-4 |
| 8                  | France             | 4-5 |
| 9                  | Italie             | 2-6 |
| 9                  | Turquie            | 2-6 |
| 11                 | Allemagne          | 2-6 |
| 11                 | Serbie             | 2-6 |
| 13                 | Croatie            | 0-3 |
| 13                 | Grèce              | 0-3 |
| 13                 | Israël             | 0-3 |
| 13                 | Roumanie           | 0-3 |

    : Qualifié pour les jeux Olympiques 2008.
    : Qualifiés pour le tournoi pré-olympique 2008.

## Statistiques
- Meilleure marqueuse :  Ann Wauters, 19,7 points /match
- Meilleure rebondeuse :  Maria Stepanova, 10 rebonds /match
- Meilleure passeuse :  Edwige Lawson-Wade, 4,3 passes décisives /match
- Meilleure contreuse :   Petra Kulichová, 2,1 contres /match

## Récompenses
- Meilleure joueuse :  Amaya Valdemoro

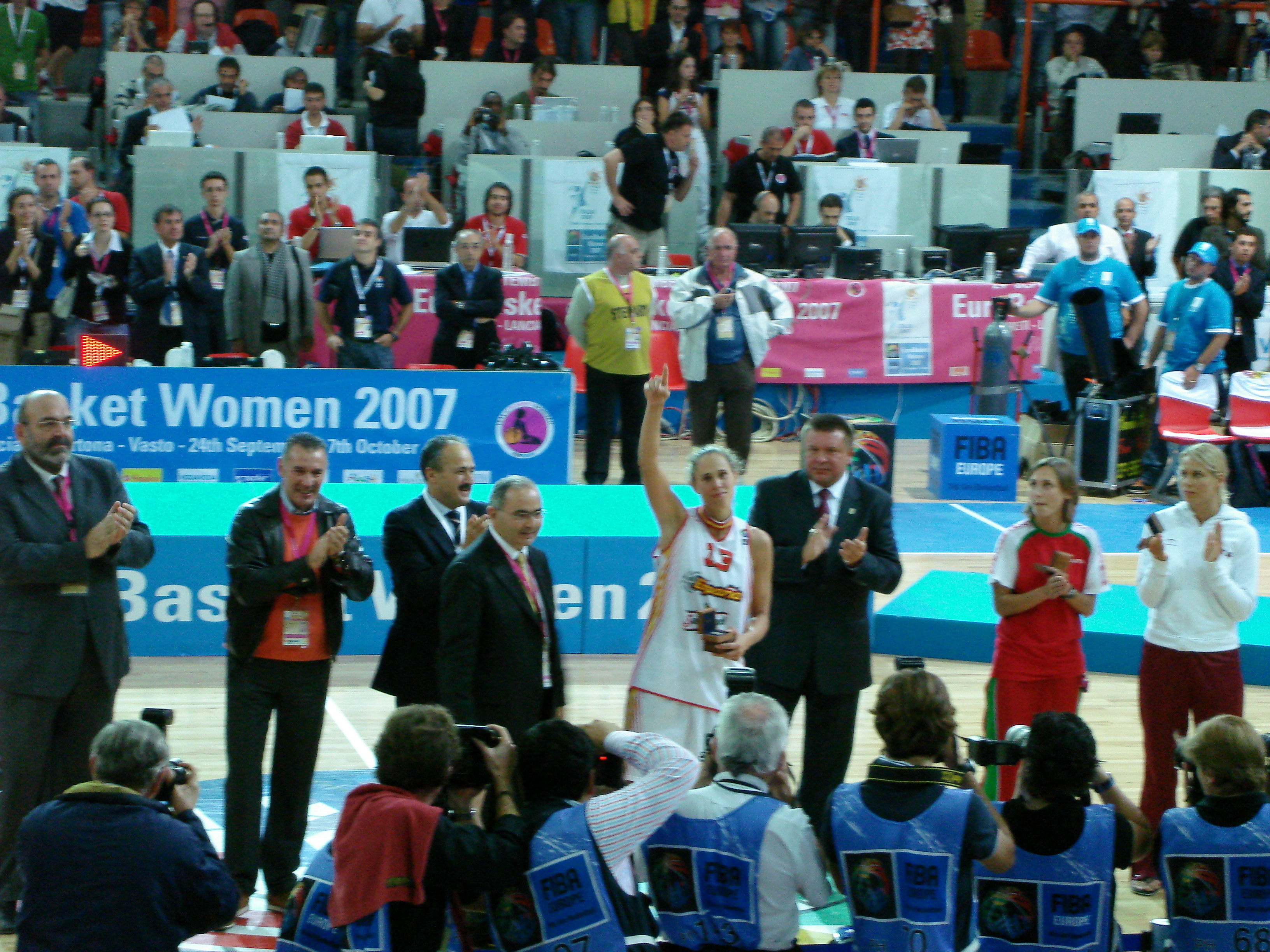
Amaya Valdemoro Madariaga, meilleure joueuse.

- Meilleur cinq (All-Tournament Team) :  Amaya Valdemoro,  Anete Jēkabsone-Žogota,  Natallia Martchanka,  Maria Stepanova,  Olga Arteshina.